# Galeodes bactrianus
Galeodes bactrianus es una especie de arácnido  del orden Solifugae de la familia Galeodidae.

## Distribución geográfica
Se encuentra en Uzbekistán, Turkmenistán y Kazajistán.